# 황상조

황상조(黃相祚, 1959년 8월 5일~)은 대한민국의 제7·8·9대 경상북도의원(민선 3·4·5기)이다. 경상북도 경산시 출생이다.

## 학력
- 하양초등학교졸업
- 무학중학교졸업
- 달성고등학교 졸업
- 대구대학교 경제학 학사 졸업
- 경북대학교 행정대학원 지방자치학과 졸업

## 경력
- 고려대학교 법학대학원 지방자치연구회 회원
- 대구대학교 경제학과 겸임교수
- 경산중앙로타리클럽 부회장
- 대구·경북 지역혁신협의회 위원
- 경상북도 배구협회 회장
- 2002.07~2006.06 제7대 경상북도의회 의원
  - 2002.07~2004.07 제7대 경상북도의회 전반기 의회운영위원회 위원
  - 2002.07~2004.07 제7대 경상북도의회 전반기 건설소방위원회 부위원장
  - 2002.07~2004.07 제7대 경상북도의회 전반기 예산결산특별위원회 위원
  - 2002.12~2002.12 제7대 경상북도의회 징계자격특별위원회 간사
  - 2004.07~2006.06 제7대 경상북도의회 후반기 행정사회위원회 간사
  - 2004.07~2006.06 제7대 경상북도의회 후반기 예산결산특별위원회 위원
  - 2005.09~2005.09 제7대 경상북도의회 지역균형발전특별위원회 위원
- 2006.07~2010.06 제8대 경상북도의회 의원
  - 2006.07~2008.07 제8대 경상북도의회 전반기 건설소방위원회 위원장
  - 2008.07~2010.06 제8대 경상북도의회 후반기 기획경제위원회 위원
  - 2008.07~2010.06 제8대 경상북도의회 후반기 예산결산특별위원회 위원장
  - 2008.08~2008.09 제8대 경상북도의회 도청이전진상조사특별위원회 위원장
  - 2009.04~2009.04 제8대 경상북도의회 경제 및 4대강살리기지원특별위원회 위원
- 2010.07~2012.11 제9대 경상북도의회 의원
  - 2010.07~2012.07 제9대 경상북도의회 전반기 부의장
  - 2010.07~2012.07 제9대 경상북도의회 전반기 기획경제위원회 위원
  - 2012.07~2012.11 제9대 경상북도의회 후반기 행정보건복지위원회 위원
- 2012 경상북도 경산시장 후보
- 새누리당 경상북도의회 의원협의회 원내대표

## 역대 선거 결과
|  | 27.47% |

|  | 61.52% |

|  | 79.26% |

|  | 67.99% |

|  | 19.85% |

|  | 36.21% |